# Joaquín Novoa
Joaquín Novoa Méndez (Ávila, 25 augustus 1983) is een Spaans voormalig wielrenner. Hij werd in 2009 prof bij Cervélo TestTeam.

## Carrière
In 2009, zijn eerste seizoen als prof kwam Novoa het dichtst bij zijn eerste profoverwinning: in de vierde etappe van de Ronde van Oostenrijk moest hij enkel zijn meerdere erkennen in Jan Bárta, die negen seconden eerder over de eindstreep kwam.

## Resultaten in voornaamste wedstrijden
| Jaar | Ronde van Lombardije |
| ---- | -------------------- |
| 2009 | opgave               |
| 2010 | opgave               |

## Ploegen
- 2007 –  Team CSC
- 2009 –  Cervélo TestTeam
- 2010 –  Cervélo TestTeam

Cuesta · Deignan · Fleeman · Florencio · Gerrans · Gómez Marchante · Hammond · Haussler · Hoestov · Hunt · Hushovd · King · Klier · Konovalovas · Lancaster · Lloyd · Novoa · Pauwels · Pujol · Rasch · Reimer · Rollin · Roulston · Sastre · Wyss · Appollonio (stagiair)
Appollonio · Bos · Cuesta · Correia · Deignan · Denifl · Florencio · Hammond · Haussler · Hoestov · Hunt · Hushovd  · King · Klier · Konovalovas · Lancaster · Lloyd · Novoa · Pujol · Rasch · Reimer · Rollin · Sastre · Tondó · Wyss · Teklehaimanot (stagiair) · Wetterhall (stagiair)